# Шипилино
Шипилино — деревня в Гдовском районе Псковской области России. Входит в состав Чернёвской волости.
Расположена в 14 км к юго-востоку от волостного центра Чернёво и в 37 км к юго-востоку от Гдова. На берегу Шипилинского озера.

## Население
Численность населения деревни на 2000 год составляла 1 человек, по переписи населения 2002 года — 11 человек.